# Herekopare Island
Herekopare Island, in der Sprache der Māori auch Te Marama genannt, ist eine Insel ostnordöstlich von Stewart Island und südlich der Südinsel von Neuseeland.

## Geographie
Die Insel gehört zu einer der fünf Inselgruppen gleichen Namens, die mit Titi/Muttonbird Islands bezeichnet werden. Sie befindet sich in einer Entfernung von rund 5,8 km ostnordöstlich von Stewart Island in der Nachbarschaft von Jacky Lee Island, die rund 1,7 km nordnordwestlich zu finden ist und die Bunker Islets, die rund 2,2 km östlich entfernt liegen. Im Südsüdosten kann nach durchqueren der Abbott Passage nach rund 3,6 km Bench Island erreicht werden.
Herekopare Island ist rund 25 Hektar groß und bis zu 42 m hoch. Die Insel erstreckt sich über eine Länge von rund 920 m in Südwest-Nordost-Richtung und besitzt eine maximale Breite von rund 610 m in Nord-Süd-Richtung.
Die Insel ist gänzlich bewachsen.